# Bulharská socialistická strana
Bulharská socialistická strana (bulharsky: Българска социалистическа партия) často nazývána též Stoletá (Столетницата) je středolevá sociálnědemokratická politická strana v Bulharsku. Je členkou Socialistické internacionály, Strany evropských socialistů a Progresivní aliance. V současné podobě byla založena 3. dubna 1990, kdy se transformovala z Bulharské komunistické strany, ale hlásí se též k odkazu Bulharské sociálnědemokratické strany (Българска социалдемократическа партия) Dimitra Blagoeva, jež byla založena roku 1891, jakožto první sociálnědemokratická strana na Balkáně. Je největší bulharskou politickou stranou z hlediska počtu členů (80 000 v roce 2020). Již první premiér po pádu komunismu byl představitelem Bulharské socialistické strany, Andrej Lukanov, ale musel odstoupit pod tlakem generální stávky. Ještě dvakrát se straně podařilo dostat do čela vlády, premiéry z jejích řad byli Žan Videnov (1995-1997) a Sergej Stanišev (2005-2009). Straně se podařilo získat i post prezidenta, v letech 2002-2012 ho držel Georgi Parvanov. Porevolučními předsedy strany byli Aleksandar Lilov (1990-1991), Žan Videnov (1991-1996), Georgi Parvanov (1996-2001), Sergej Stanišev (2001-2014) a Michail Mikov (2014-2016). Od roku 2016 stranu vede Kornelija Ninova. Pod jejím vedením se strana ideově proměnila, začala zastávat konzervativnější postoje (odpor ke stejnopohlavním manželstvím) a nasadila mírně proruský kurz. Bývá nově přirovnávána k Ficovu Smeru či Orbánově Fideszu. Strana už ale není tak vlivná, zatímco roku 1990 získala ve volbách 47 procent hlasů a roku 2017 ještě velmi solidních 27 procent, tak v roce 2023 to bylo už jen 8,5 procenta.